# Giacomo Camilla
Giacomo Camilla (Ozieri, XVIII secolo – ...) è stato uno scultore italiano.

## Biografia
In quasi tutti gli atti conservati presso gli Archivi di Stato, il capimastro Camilla viene menzionato come Jaime Camilla de Oçier, ossia "di Ozieri", per cui si potrebbe ritenere che sia nato a Ozieri o che vi fosse già da giovane.
Nel 1751 eseguì probabilmente il retablo di Sant'Angelo a Osidda, ora scomparso.
Tra il 1753 ed il 1754 realizzò il grandioso retablo maggiore della chiesa di San Pietro in Silki a Sassari, mentre l'anno successivo gli fu commissionato da Gaspare Gixoni, quello della chiesa di San Francesco d'Ozieri per 290 scudi.
Nel 1760 risulta sposato con Giuseppa Tedde da cui ebbe una figlia di nome Vittoria, sposata in prime nozze con Antonio Meloni del quale rimase vedova nel 1767.

Camilla, in quegli anni, fu molto impegnato in vari lavori soprattutto ad Ozieri dove opera sia per i Francescani, sia per la Collegiata. Il primo incarico per la parrocchiale collegiata di Santa Maria è del 12 ottobre 1756, quando Giovanni Antonio Pinna, amministratore e obriere (impiegato) della chiesa, incarica Giacomo di eseguire lavori nel coro per la somma di 96 scudi. Il 7 giugno 1758, il nobile Michele Satta di Ozieri commissiona per 65 scudi al Camilla un altare per la cappella della Vergine da collocarsi presso la chiesa di San Francesco dei Minori Osservanti. Anche quest'opera è andata perduta.
Nel 1761, infine, Bachisio Delogu gli commissionò per 350 scudi un altare-retablo da realizzarsi in uno dei "cappelloni" del transetto della chiesa collegiata davanti alla cappella di Sant'Anna. L'altare doveva essere realizzato secondo un disegno prodotto dallo stesso Camilla, simile a quello fatto fare da monsignor Casanova nel duomo di Sassari.

Al Camilla può essere ragionevolmente attribuito anche il primo impianto della cappella del Santissimo Sacramento voluta dal nobile ozierese Andrea Satta nel 1767, fratello di quel Michele che commissionò l'altare della Vergine della chiesa di San Francesco allo stesso Camilla.